# ゴシップ (2000年のスウェーデン映画)
ゴシップ（Gossip）は2000年製作のスウェーデン映画。
スウェーデン出身のハリウッドスター、グレタ・ガルボの代表作『クリスチナ女王』のリメイクのヒロイン役の候補となった9人の女優たちの舞台裏をスキャンダラスに描いた業界内幕群像ドラマ。

## キャスト
- ペルニラ・アウグスト
- ヘレーナ・ベリストレム
- レナ・エンドレ
- スティーナ・エクブラ
- エヴァ・フレーリング
- マルガレータ・クローク
- マーリカ・ラーゲルクランツ
- シュザンヌ・ルーター
- マリー・リチャードソン
- グニッラ・レール
- ハリエット・アンデルセン
- ロルフ・ラッスゴル
- ユーハン・ヴィーデルベリ
- ブラッセ・ブレンストレム